# Valpiana
Valpiana is een plaats (frazione) in de Italiaanse gemeente Massa Marittima.